# Феррейра да Силва, Педро Витор
Пе́дро Ви́тор Ферре́йра да Си́лва (порт.-браз. Pedro Vitor Ferreira da Silva; род. 20 марта 1998, Палмейра-дуз-Индиус, Алагоас), более известный как Педро Витор (порт. Pedro Vitor) — бразильский футболист, полузащитник клуба «Форталеза», выступающий на правах аренды за «Клуб Ремо».

## Ранние годы
Родился в городе Палмейра-дуз-Индиус. Воспитанник молодежной академии бразильского клуба «Спорт Ресифи», в которой занимался до 2018 года. В том же году был переведён в первую команду, в футболке которой сыграл 1 матч в Лиге Пернамбукано. После этого получил приглашение из Греции от клуба «АЕК Афины» в который и перешёл 11 августа 2018 года. Однако шанса проявить себя в этом клубе Педро не получил и уже 31 августа того же года отправился в другой греческий клуб — «Арис» (Салоники), но и там сыграл только 1 матч в Кубке Греции.

## Клубная карьера
20 февраля 2019 года подписал 5-летний контракт с ФК «Львов». Дебютировал в футболке «горожан» 23 февраля 2019 в проигранном (0:1) домашнем поединке 19-го тура Чемпионата Украины против одесского «Черноморца». Педро вышел на поле в стартовом составе и отыграл весь матч.
17 марта 2019 года забил дебютный гол в составе ФК «Львов» в поединке против черниговской «Десны». Этот гол стал единственным в матче и обеспечил команде Педро место во второй части турнира среди команд, которые будут бороться за путёвку в еврокубки.